# Harpactea yakourensis
Harpactea yakourensis là một loài nhện trong họ Dysderidae.
Loài này thuộc chi Harpactea. Harpactea yakourensis được miêu tả năm 1997 bởi Beladjal & Robert Bosmans.